# Abouna
Abouna es una película del año 2002.

## Sinopsis
Tahir (quince años) y Amine (ocho años) se despiertan una mañana descubriendo que su padre ha abandonado misteriosamente la casa. Se decepcionan más al saber que, ese mismo día, debía arbitrar un partido de fútbol entre los chavales del barrio. Deciden entonces ir en su busca a través de un largo peregrinaje por toda la ciudad, inspeccionando los diferentes sitios donde tenía costumbre de ir, sin lograr encontrarlo. Desanimados, se dejan arrastrar por la situación y abandonan sus estudios, deambulando sin rumbo por las calles, refugiándose en las salas de cine. Una tarde, en la penumbra, les parece reconocer a su padre en la pantalla. Los dos hermanos se las ingenian para robar las bobinas de la película.

## Premios
- 2002 Hong Kong International Film Festival: Firebird Award - Special Mention
- 2002 Kerala International Film Festival: FIPRESCI Prize and Golden Crow Pheasant
- 2003 Ouagadougou Panafrican Film and Television Festival: Baobab Seed Award, Best Cinematography, INALCO Award and UNICEF Award for Childhood